# أنتوني أشلي كوبر ، إيرل شافتسبري الأول
أنتوني أشلي كوبر، إيرل شافتسبري الأول (22 يوليو 1621   - 21 يناير 1683) كان سياسيًا إنجليزيًا بارزًا خلال فترة خلو العرش وفترة حكم الملك تشارلز الثاني.

## نبذة
هو مؤسس حزب الاحرار البريطانيين، كان أيضًا وصياً لجون لوك.

## روابط خارجية
- أنتوني أشلي كوبر ، إيرل شافتسبري الأول على موقع الموسوعة البريطانية (الإنجليزية)